# ATBC-PVC
ATBC-PVC (Acetyl tributyl citrate-polyvinyl chloride) は一般的な合成樹脂（プラスチック）の一種で、主に玩具などの原材料としてポリ塩化ビニル (PVC) に代わって使用されるようになったものである。ポリ塩化ビニル内の可塑剤をフタル酸エステル類からクエン酸アセチルトリブチル（クエン酸のエステルの一種）に変更したもので、原材料欄には『ATBC-PVC』または『非フタル酸系塩ビ』と表記され、『フタル酸エステルを使用していない』等の説明文も並ぶことがある。
近年、内分泌攪乱化学物質（いわゆる環境ホルモン）による人体への影響が懸念されるなか、幼児向けの玩具など口に含まれる恐れのあるものを中心に置き換えが進んでいる。一般的にクエン酸エステルはフタル酸エステルと比較して人体への影響や溶出量が少ないとされる。
PVCと比べて熱や経年劣化による変形や変色が少なく、PVC特有の臭いも少ない。旧来のPVCのような柔らかさが必要なものについてはATBC-PVCではなくエラストマー樹脂が代用されているケースが多い。